# Matuzalém
Francelino Matuzalém da Silva, dit Matuzalém, est un ancien footballeur brésilien né le 10 juin 1980 à Natal (Brésil) qui jouait au poste de milieu de terrain.

## Carrière
- 1997-1999 :  EC Vitória
- 1999 :  AC Bellinzone
- 1999-2001 :  SSC Naples
- 2001-2002 :  Plaisance FC
- 2002-2003 :  Brescia Calcio
- 2004-2007 :  Chakhtar Donetsk
- 2007-2009 :  Real Saragosse
  - 2008-2009 :  Lazio Rome (prêt)
- 2009-2013 :  Lazio Rome
  - jan. 2013-2013 :  Genoa CFC (prêt)
- 2013-2014 :  Genoa CFC
- 2014-2015 :  Bologne
- sep. 2015-déc. 2015 :  Hellas Vérone[1]
- depuis déc. 2015-2016 :  Miami FC[2],[3]
- depuis déc. 2015-2016 :   Monterosi FC

## Palmarès
- Champion d'Ukraine en 2005 et 2006 avec le Chakhtar Donetsk
- Vainqueur de la Coupe d'Italie en 2009 avec la Lazio
- Vainqueur de la Supercoupe d'Italie en 2009 avec la Lazio
- Champion du monde des moins de 17 ans en 1997 avec l'équipe du Brésil des moins de 17 ans